# São Luís de Montes Belos (ort)
São Luís de Montes Belos är en ort i Brasilien.   Den ligger i kommunen São Luís de Montes Belos och delstaten Goiás, i den centrala delen av landet, 270 km väster om huvudstaden Brasília. São Luís de Montes Belos ligger 579 meter över havet och antalet invånare är 23 619.
Terrängen runt São Luís de Montes Belos är varierad. São Luís de Montes Belos är det största samhället i trakten.
Runt São Luís de Montes Belos är det i huvudsak tätbebyggt. Runt São Luís de Montes Belos är det ganska glesbefolkat, med 38 invånare per kvadratkilometer.